# Synallaxis erythrothorax
Synallaxis erythrothorax là một loài chim trong họ Furnariidae.
Loài chim này được tìm thấy ở Belize, El Salvador, Guatemala, Honduras và Mexico. Môi trường sống tự nhiên của chúng là rừng nhiệt đới ẩm nhiệt đới hoặc cận nhiệt đới và rừng trước đây bị suy thoái nặng nề.